# Tušina
Tušina (cyr. Тушина) – wieś w Czarnogórze, w gminie Šavnik. W 2011 roku liczyła 121 mieszkańców.